# Rode (z Dziejów Apostolskich)
Rode (gr. Ῥόδη Róża) – dziewczyna występująca w Dziejach Apostolskich 12:13-15.
Ponieważ greckie słowo, którym została określona - paideske może oznaczać młodą dziewczynę stanu wolnego - np. własne dziecko, bądź młodą niewolnicę - służącą, nie wiemy na pewno czy Rode była członkiem rodziny, czy służką Marii, matki Jana zwanego Markiem, w której domu zastajemy ją w Dziejach Apostolskich. Słowem tym bowiem określona jest np. dziewczyna, która rozpoznała Piotra grzejącego się przy ogniu, wówczas gdy sądzony był Pan Jezus, (Mt 26:69; Mk 14:66.69; Łk 22:56; J 18:17), (przy czym, w ostatnim przypadku, dookreślona jest ona jako odźwierna), ale również niewolnica Hagar (Gal 4:22-23.30-31). Biorąc pod uwagę wystąpienia tego słowa w NT oraz fakt, że młoda dziewczyna biegnie do bramy w środku nocy, z dużym prawdopodobieństwem można przyjąć, że chodzi raczej o służkę, pełniącą rolę odźwiernej niż o członka rodziny, bądź gościa.
Z tekstu wiemy wszak, że rozpoznawszy głos apostoła Piotra, który został cudownie uwolniony z więzienia straciła rozsądek i, z radości, zamiast mu otworzyć bramę pobiegła do zgromadzonych na modlitwie wierzących oznajmić im, że Piotr stoi przed bramą. Tamci nie uwierzyli jej, sądząc, że to raczej jego anioł, bądź, że ona oszalała. Ona jednak upierała się, że to on, co ostatecznie sprawdzono i okazało się to prawdą. "A gdy otworzyli zdumieli się." (Dz 12:16b BW)